# سيماس جاسيتيس
سيماس جاسيتيس (بالليتوانية: Simas Jasaitis)‏ مواليد 26 مارس 1982، هو لاعب كرة سلة ليتواني يلعب مع فريق ليتوفوس رايتس ويحمل الرقم 3. يبلغ طوله 6 قدم 8 بوصة (2.0 م).

## فرق لعب لها
- ليتوفوس رايتس
- مكابي تل أبيب لكرة السلة
- ساسكي باسكونيا
- جوفينتوت بادالونا
- غلطة سراي لكرة السلة
- ليتوفوس رايتس
- تورك تيليكوم
- لوكوموتيف كوبان

## الميداليات
| الميدالية | المسابقة                         |
| --------- | -------------------------------- |
| برونزية   | بطولة أمم أوروبا لكرة السلة 2007 |
| برونزية   | بطولة كأس العالم لكرة السلة 2010 |

## روابط خارجية
- سيماس جاسيتيس على موقع الاتحاد الدولي لكرة السلة (الإنجليزية)
- سيماس جاسيتيس على موقع الدوري الأوروبي لكرة السلة (الإنجليزية)
- سيماس جاسيتيس على موقع الدوري الإسباني لكرة السلة (الإسبانية)
- سيماس جاسيتيس على موقع كرة السلة الأوروبية.كوم (الإنجليزية)
- سيماس جاسيتيس على موقع ريلجم (الإنجليزية)
- سيماس جاسيتيس على موقع بروبوليرز (الإنجليزية)
- سيماس جاسيتيس على موقع سبورتس رفرنس (الإنجليزية)
- سيماس جاسيتيس على موقع أوليمبيديا (الإنجليزية)
- سيماس جاسيتيس على موقع اللجنة الأولمبية الليتوانية (الليتوانية)